# Murray Oliver
Murray Clifford Oliver (* 14. November 1937 in Hamilton, Ontario; † 23. November 2014 in Edina, Minnesota, USA) war ein kanadischer Eishockeyspieler, -trainer und -scout, der während seiner aktiven Karriere zwischen 1954 und 1975 unter anderem 1162 Spiele für die Detroit Red Wings, Boston Bruins, Toronto Maple Leafs und Minnesota North Stars in der National Hockey League auf der Position des Centers bestritten hat. Darüber hinaus war er nach seinem aktiven Karriereende zwischen 1978 und 2000 unter anderem als Trainer seines Ex-Teams Minnesota North Stars und Scout der Vancouver Canucks und Atlanta Thrashers in der NHL tätig.

## Karriere
Oliver verbrachte zwischen 1954 und 1958 eine überaus erfolgreiche Juniorenzeit bei den Hamilton Tiger Cubs in der Ontario Hockey Association, die mit dem Gewinn der Red Tilson Trophy als wertvollstem Spieler der Liga gekrönt wurde. Dazu hatte er in seiner letzten Spielzeit in 52 Spielen 90 Scorerpunkte gesammelt.
Anschließend wechselte der Stürmer in den Profibereich, wo er von den Detroit Red Wings aus der National Hockey League verpflichtet wurde. Da diese jedoch auf der Position des Mittelstürmers mit Norm Ullman und Alex Delvecchio bereits sehr gut besetzt waren, verbrachte Oliver die Spielzeit 1958/59 zunächst bei den Edmonton Flyers in der Western Hockey League. Mit Beginn der Saison 1959/60 stand der Spielmacher bis zum Januar 1961 im Kader der Red Wings, ehe er mit Gary Aldcorn und Tom McCarthy zu den Boston Bruins transferiert wurde. Diese gaben im Gegenzug Vic Stasiuk und Leo Labine nach Detroit ab. Im Trikot der Bruins gelang Oliver der Durchbruch in der NHL und er spielte bis zum Mai 1967 in einer defensiven Stürmerrolle für die Bruins. Nach einem Tauschgeschäft gegen Eddie Shack war der Angreifer die folgenden drei Jahre für die Toronto Maple Leafs aktiv. Als Spieler der Leafs repräsentierte er das Team zweimal im NHL All-Star Game, nachdem er bereits drei Stück als Spieler der Bruins bestritten hatte. In einem weiteren Transfergeschäft wurde er im Mai 1970 an die Minnesota North Stars abgegeben, für die er bis zu einem Vertragsdisput im Sommer 1975 spielte und daraufhin im Alter von 37 Jahren seine aktive Karriere beendete.
Im Anschluss an das Ende seiner aktiven Karriere wurde der Kanadier zur Saison 1978/79 von seinem Ex-Mitspieler Lou Nanne als Assistenztrainer der Minnesota North Stars verpflichtet. Dort arbeitete Oliver die folgenden fünf Jahre unter Cheftrainer Glen Sonmor, den er im Verlauf der Spielzeit 1982/83 nach dessen Entlassung bis zum Saisonende als Chef hinter der Bande ersetzte. Danach war er bis Sommer 1986 wieder als Assistenztrainer unter Bill Mahoney, abermals Glen Sonmor und Lorne Henning tätig. Schließlich entließ ihn das Management der North Stars und Oliver heuerte im Sommer 1988 in der Funktion eines Scouts bei den Vancouver Canucks an. Die Position des Director of Professional Scouting füllte er bis zum Sommer 1998 aus, ehe er für die Scouting-Abteilung des neu gegründeten Franchises der Atlanta Thrashers verpflichtet wurde. Dort arbeitete er bis zum Ende der Spielzeit 1999/2000.
Oliver verstarb am 23. November 2014 kurz nach seinem 77. Geburtstag in Edina im US-Bundesstaat Minnesota an den Folgen eines Herzinfarkts.

## Erfolge und Auszeichnungen
| - 1958 Red Tilson Trophy - 1963 NHL All-Star Game - 1964 NHL All-Star Game | - 1965 NHL All-Star Game - 1967 NHL All-Star Game - 1968 NHL All-Star Game |

## Karrierestatistik
(Legende zur Spielerstatistik: Sp oder GP = absolvierte Spiele; T oder G = erzielte Tore; V oder A = erzielte Assists; Pkt oder Pts = erzielte Scorerpunkte; SM oder PIM = erhaltene Strafminuten; +/− = Plus/Minus-Bilanz; PP = erzielte Überzahltore; SH = erzielte Unterzahltore; GW = erzielte Siegtore; 1 Play-downs/Relegation; Kursiv: Statistik nicht vollständig)

### NHL-Trainerstatistik
(Legende zur Trainerstatistik: Sp oder GC = Spiele insgesamt; W oder S = erzielte Siege; L oder N = erzielte Niederlagen; T oder U = erzielte Unentschieden; OTL oder OTN = erzielte Niederlagen nach Overtime oder Shootout; Pts oder Pkt = erzielte Punkte; Pts% oder Pkt% = Punktquote; Win% = Siegquote; Resultat = erreichte Runde in den Play-offs)